# Adriano Durante
Pour les articles homonymes, voir Durante.
Adriano Durante (né le 24 juillet 1940 à Trévise et mort le 23 juin 2009 à Oderzo) est un ancien coureur cycliste italien.

## Biographie
Professionnel de 1963 à 1974, Adriano Durante a remporté trois étapes du Tour d'Italie, une étape du Tour de France et de nombreuses semi-classiques italiennes.

## Palmarès

### Palmarès amateur
- 1961
  - Vicence-Bionde
  - Gran Premio Colli Rovescalesi
  - Gran Premio Sannazzaro
- 1962
  - 1reb étape du Tour du Frioul-Vénétie julienne
  - Giro del Piave
  - Tour de Lombardie amateurs

### Palmarès professionnel
- 1963
  - Tour de Campanie
  - 8e étape du Tour d'Italie
  - Tour du Piémont
  - Milan-Vignola
  - Tour du Latium
  - 2e de la Coppa Bernocchi
  - 2e du Tour de Lombardie
  - 3e du Tour des Apennins
  - 3e du Grand Prix Ceramisti
- 1964
  - 1re étape du Tour de Sardaigne
  - Tour de Romagne
  - Grand Prix Ceramisti
  - 2e de Milan-Vignola
  - 2e du Grand Prix de l'industrie et du commerce de Prato
  - 2e de la Coppa Placci
  - 4e du Tour de Lombardie
- 1965
  - 5e étape du Tour d'Andalousie
  - Tour de la province de Reggio de Calabre
  - Coppa Bernocchi
  - 4e et 9e étapes du Tour d'Italie
  - 13e étape du Tour de France
  - 2e du Tour d'Émilie
- 1966
  - 1re étape de Paris-Nice
  - Milan-Vignola
  - 2e de Milan San-Remo
  - 2e du Tour des Flandres
  - 3e de Sassari-Cagliari
  - 3e du Trophée Matteotti
- 1967
  - 3e de la Coppa Placci
- 1968
  - 5eb étape des Quatre Jours de Dunkerque
  - Grand Prix de l'industrie et du commerce de Prato
  - 2e du Tour de Toscane
  - 3e de Milan San-Remo
  - 3e du Tour du Latium
  - 10e du Tour de Lombardie
- 1969
  - 4e étape de Tirreno-Adriatico
  - 3e du Trofeo Matteotti
- 1970
  - Milan-Vignola

## Résultats sur les grands tours

### Tour de France
3 participations
- 1965 : 73e, vainqueur de la 13e étape
- 1967 : 80e
- 1970 : 99e

### Tour d'Italie
9 participations
- 1963 : abandon, vainqueur de la 8e étape
- 1964 : 75e
- 1965 : 65e, vainqueur des 4e et 9e étapes
- 1966 : 57e
- 1967 : 65e
- 1968 : 72e
- 1969 : abandon (21e étape)
- 1970 : 96e
- 1974 : abandon